# Città di Albury
La città di Albury è una Local Government Area che si trova nel Nuovo Galles del Sud. Essa si estende su una superficie di 313 chilometri quadrati e ha una popolazione di 47.810 abitanti. La sede del consiglio si trova a Albury.

## Amministrazione

### Gemellaggi
- Nanping